# Kerkbuurt (Westzaan)
Kerkbuurt is een buurt in de gemeente Zaanstad, in de Nederlandse provincie Noord-Holland.
Kerkbuurt was een van de vier buurtschappen die van oorsprong het lintdorp Westzaan vormen. Kerkbuurt vormt van oorsprong al het centrum van het oorspronkelijke lintdorp sinds de uitbreiding met name in de 20e eeuw wordt het niet meer als een eigen buurtschap gezien. Ondanks dat het dorpscentrum vormt is de benaming Kerkbuurt wel aangebleven als duiding voor de buurt. Kerkbuurt is gelegen tussen Weiver en de J. J. Allanstraat, aan de westkant, aan de andere kant van het water ligt het plaatsje Vrouwenverdriet. In Kerkbuurt zijn veel monumentale panden te vinden.

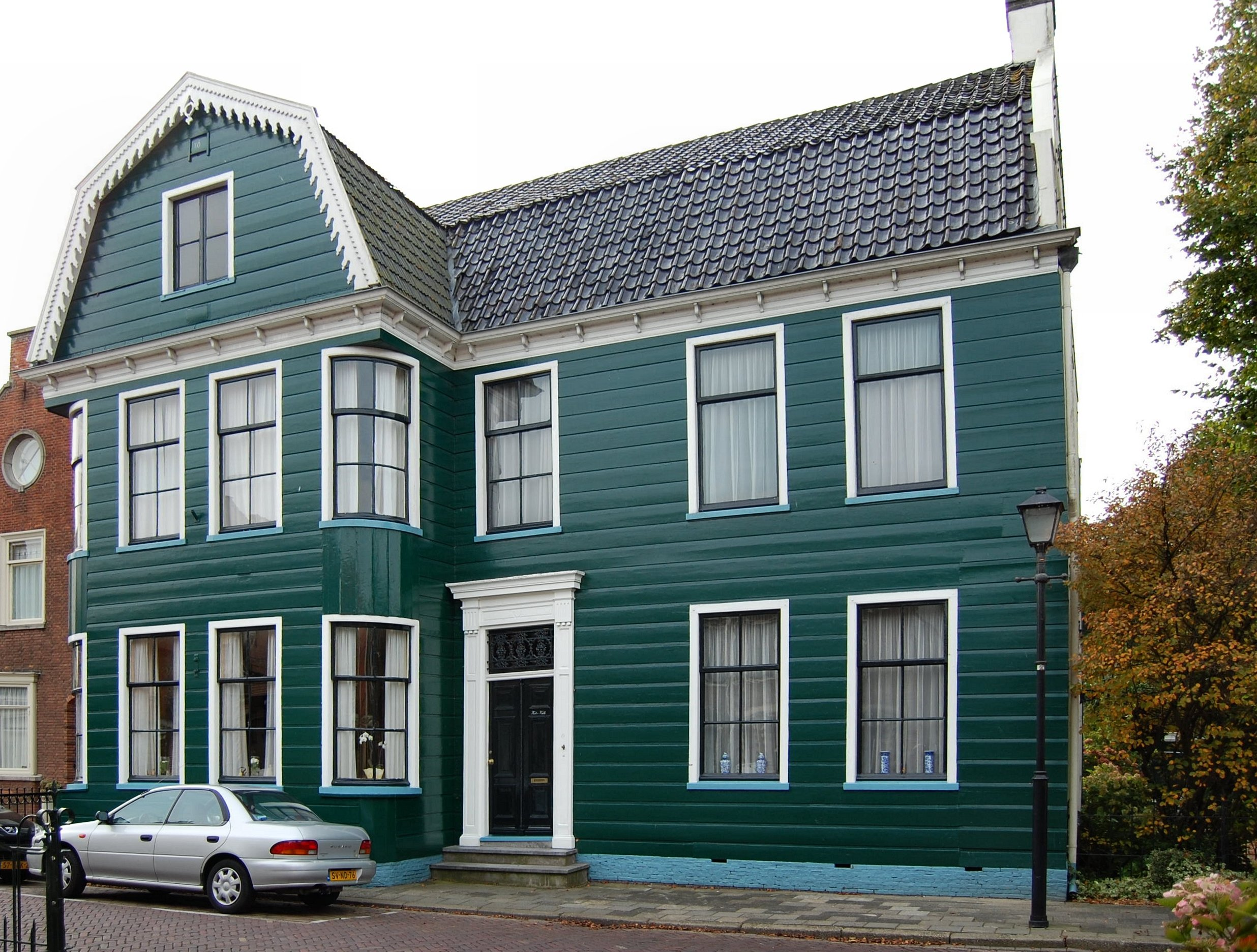
Een van de vele monumentale panden in Kerkbuurt

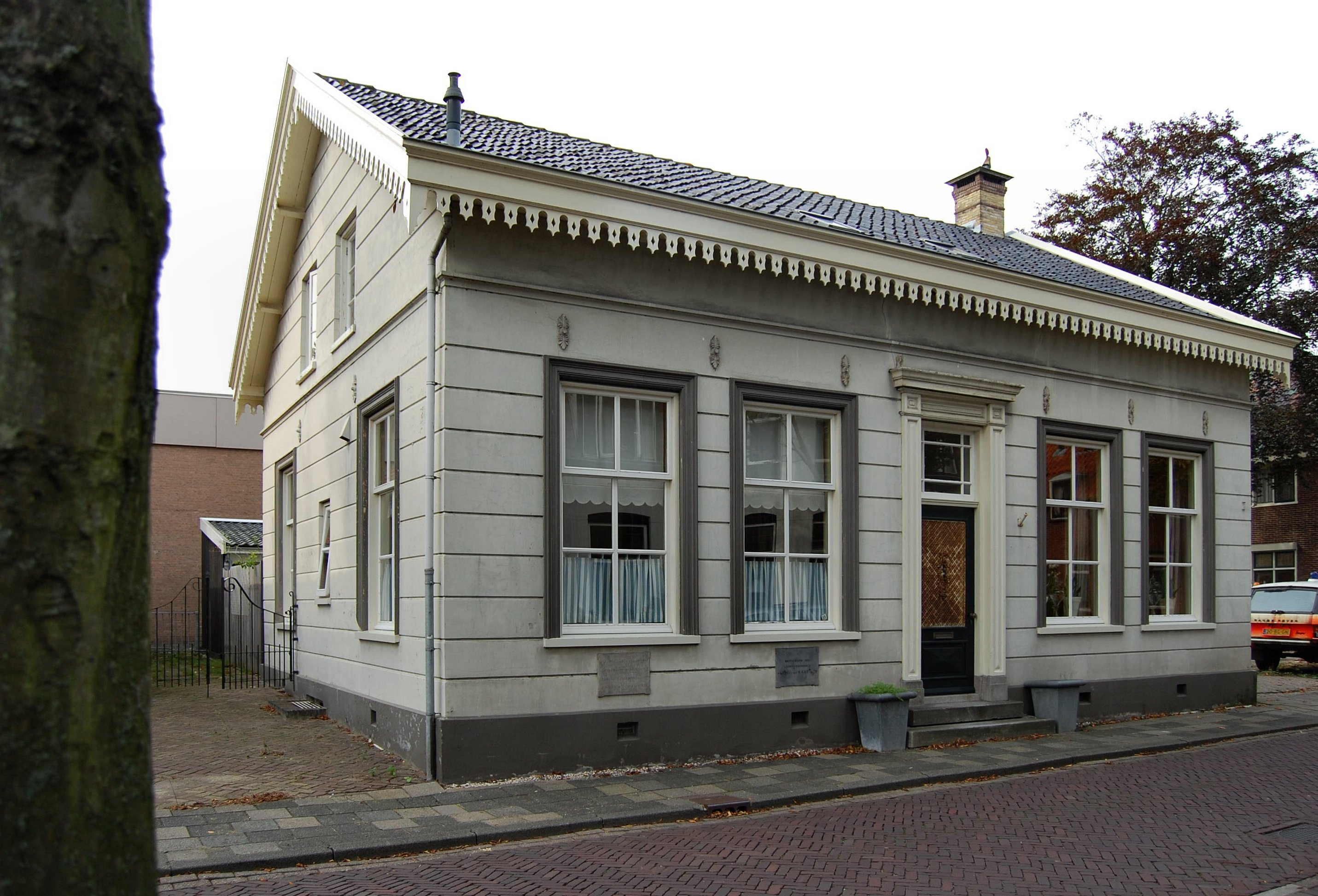